# Alt Empordà
Alt Empordà (spanyolul Alto Ampurdán) járás (comarca) a spanyolországi Katalóniában, Girona tartományban. 1936-ban, a katalán területi felosztás eredményeképpen jött létre.
Határai északon Vallespir és Rosselló (Franciaország), keleten a Földközi-tenger; délen Baix Empordà, Gironès és Pla de l'Estany, nyugaton Garrotxa.

## Települések

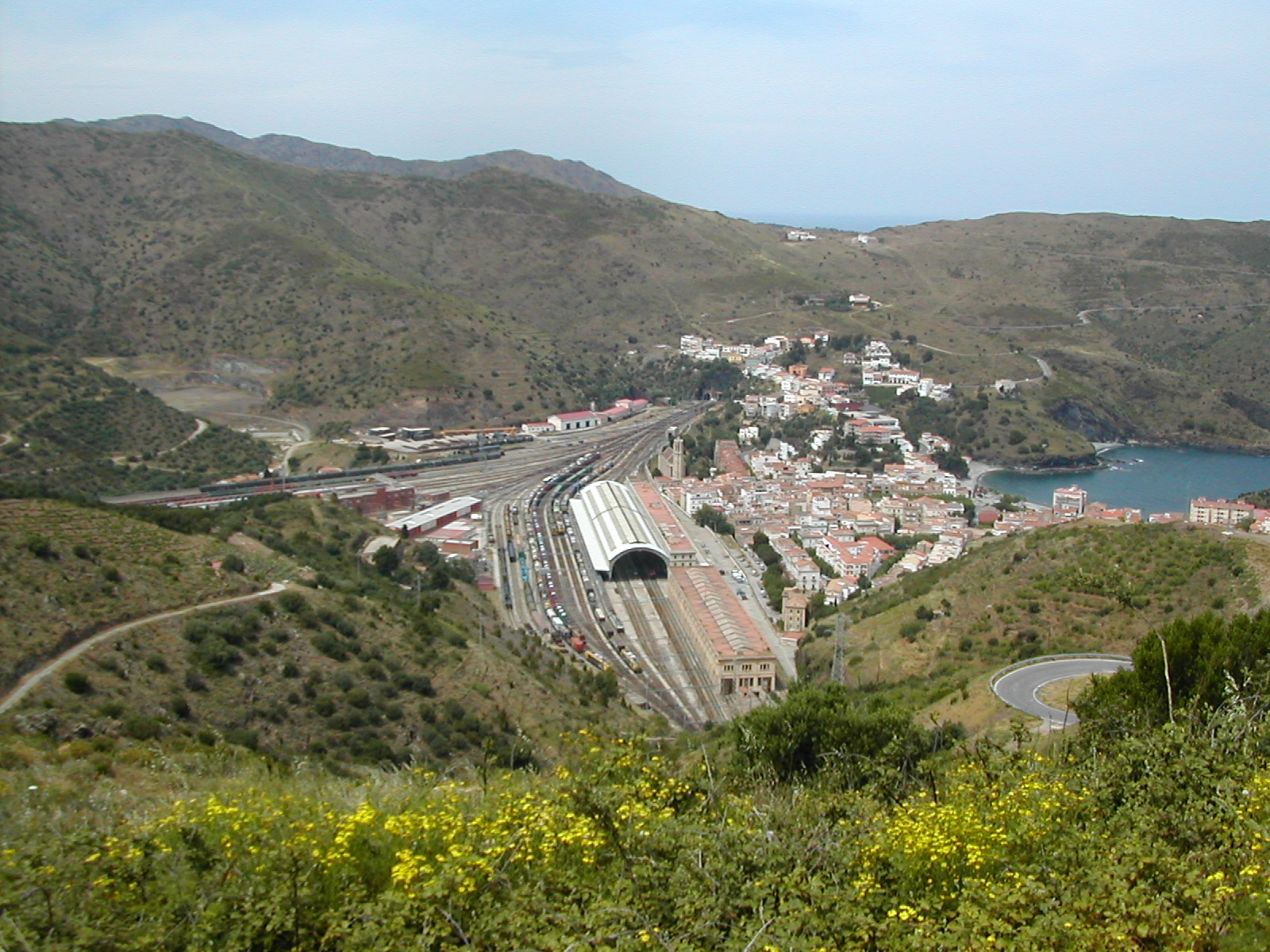
Portbou

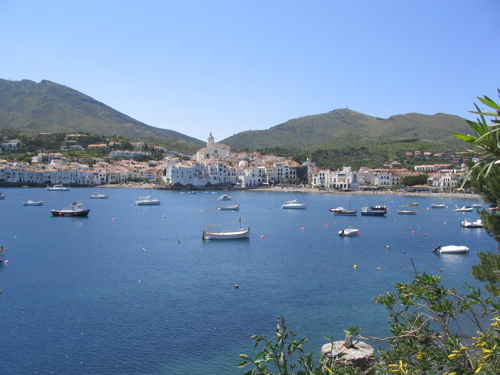
Cadaqués

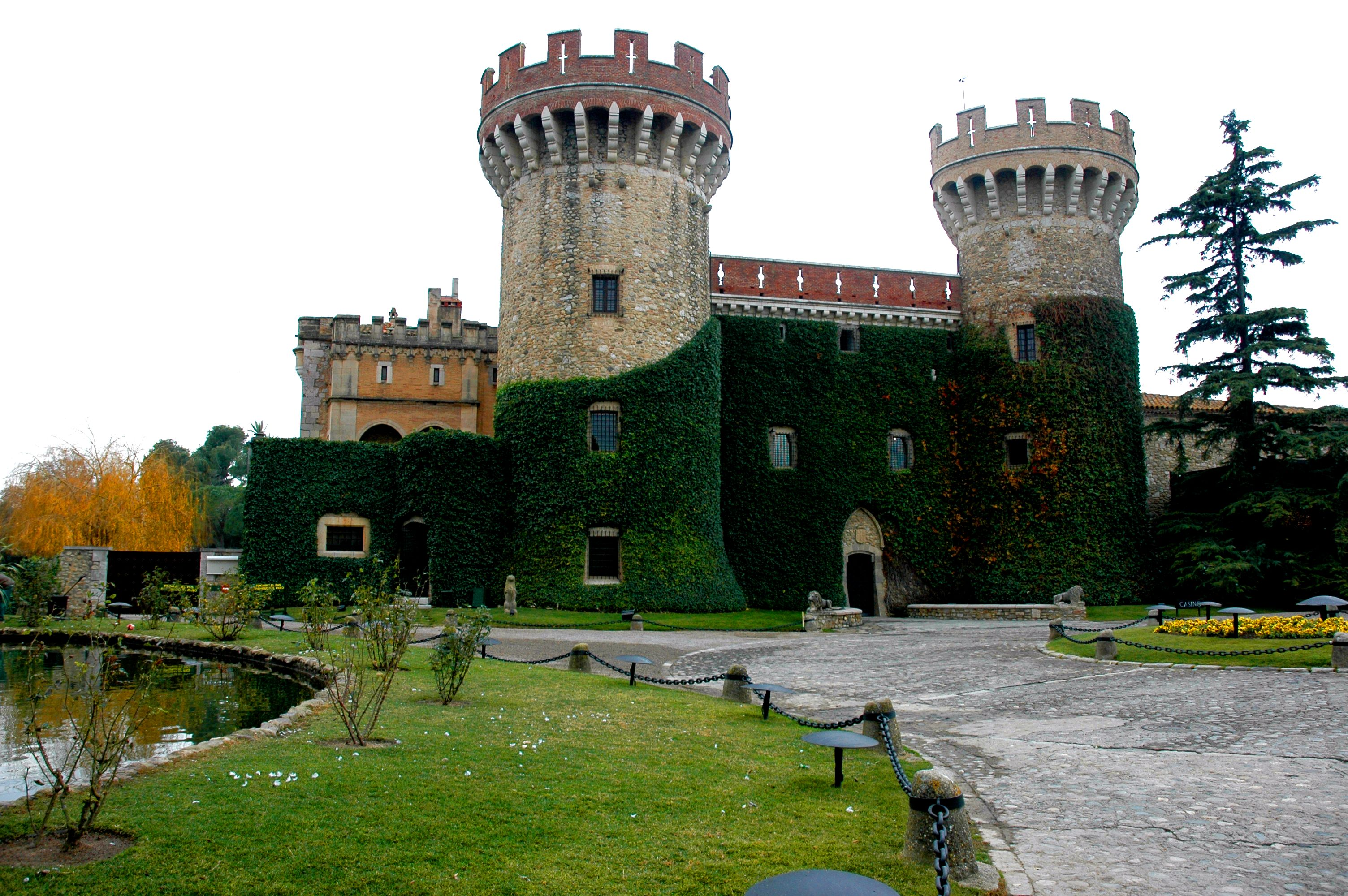
Peralada

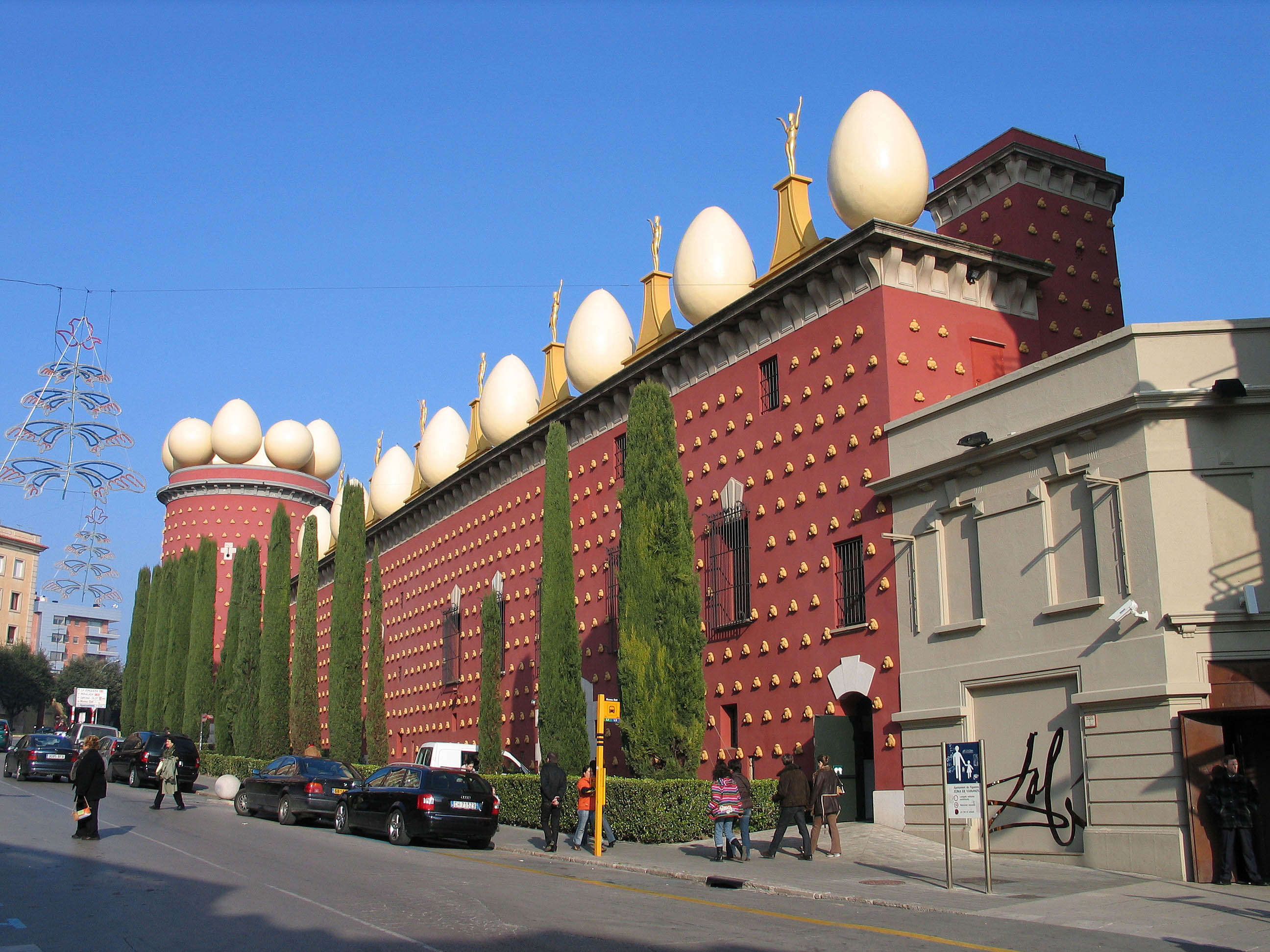
Figueres

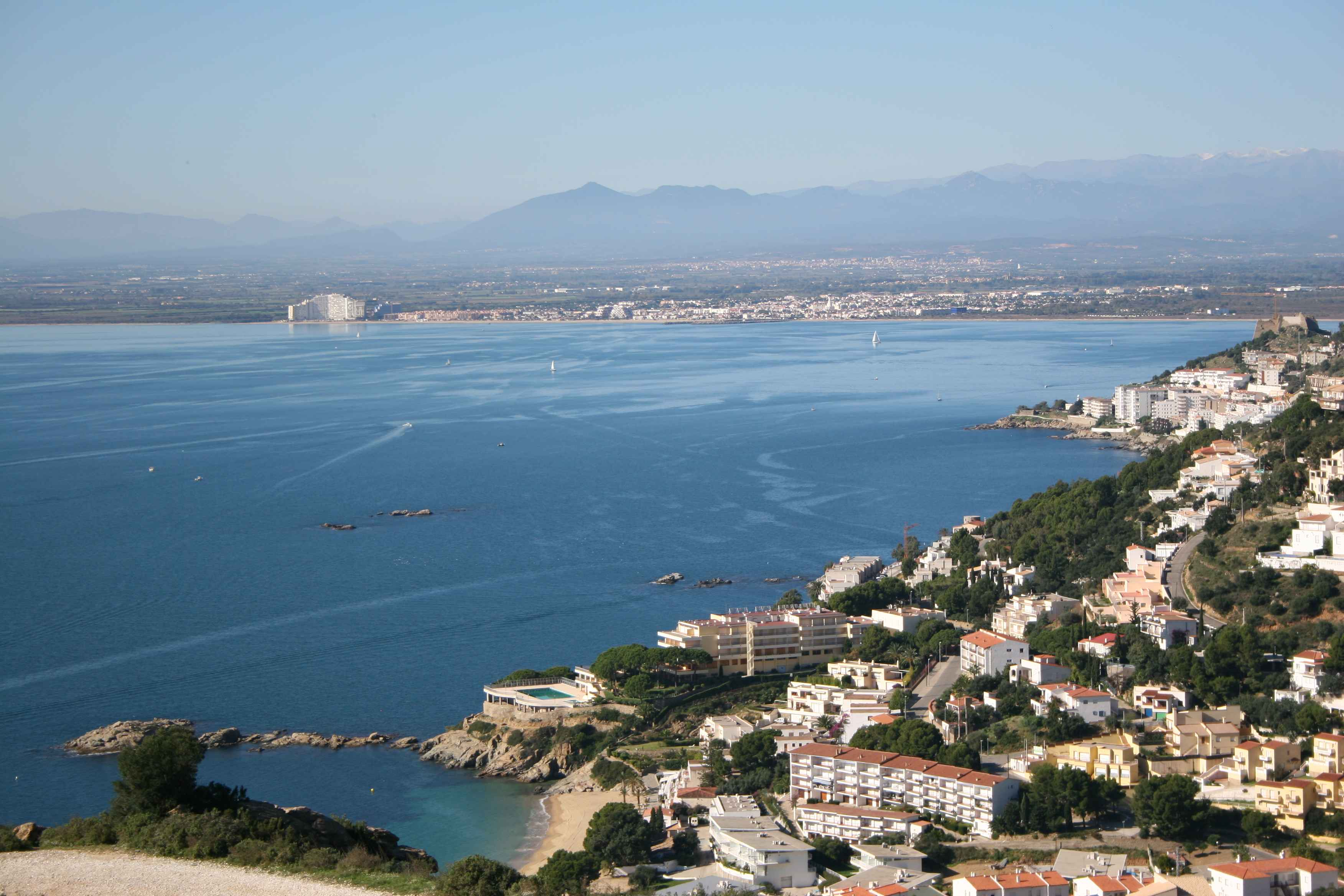
Roses

- Önkormányzatok száma a járásban: 68.
- Közigazgatási székhelye: Figueres (spanyol Figueras).
- Teljes területe: 1357,5 km²
- Lakói az ún. ampurdániak (ampurdanés/-a).

A települések utáni szám a népességet mutatja. A táblázatban a hivatalos katalán (1.) és spanyol (2.) nevet egyaránt feltüntettük. Az adatok 2001 szerintiek.
| Önkormányzat                                         | Lakosság | Önkormányzat                                        | Lakosság | Önkormányzat                                          | Lakosság |
| ---------------------------------------------------- | -------- | --------------------------------------------------- | -------- | ----------------------------------------------------- | -------- |
| Agullana                                             | 756      | Albanyà (sp.Albañá)                                 | 137      | L'Armentera (sp.La Armentera)                         | 770      |
| Avinyonet de Puigventós (sp.Aviñonet de Puig Ventós) | 1241     | Bàscara (sp.Báscara)                                | 900      | Biure (sp.Viure)                                      | 236      |
| Boadella d'Empordà (sp.Boadella del Ampurdán)        | 230      | Borrassà                                            | 614      | Cabanelles (sp.Cabanellas)                            | 240      |
| Cabanes (sp.Cabanas)                                 | 917      | Cadaqués                                            | 2922     | Cantallops                                            | 287      |
| Capmany                                              | 494      | Castelló d’Empúries (sp.Castellón de Ampurias)      | 10 021   | Cistella                                              | 232      |
| Colera                                               | 601      | Darnius                                             | 547      | L'Escala (sp.La Escala)                               | 8795     |
| Espolla                                              | 367      | El Far d'Empordà (sp.Alfar)                         | 483      | Figueres (sp.Figueras)                                | 40 641   |
| Fortià                                               | 582      | Garriguella                                         | 731      | Garrigàs                                              | 346      |
| La Jonquera (sp.La Junquera)                         | 3020     | Lladó                                               | 591      | Llançà (sp.Llansá)                                    | 4611     |
| Llers                                                | 1167     | Masarac (sp.Masarach)                               | 265      | Maçanet de Cabrenys (sp.Massanet de Cabrenys)         | 700      |
| Mollet de Peralada                                   | 172      | Navata                                              | 980      | Ordis                                                 | 353      |
| Palau de Santa Eulàlia (sp. Palau de Santa Eulalia)  | 91       | Palau-saverdera                                     | 1197     | Pau                                                   | 501      |
| Pedret i Marzà (sp. Pedret y Marsá)                  | 154      | Peralada                                            | 1625     | Pont de Molins                                        | 419      |
| Pontós                                               | 217      | El Port de la Selva (sp. Puerto de la Selva)        | 908      | Portbou                                               | 1347     |
| Rabós                                                | 194      | Riumors                                             | 172      | Roses (sp.Roses)                                      | 20 005   |
| Sant Climent Sescebes (sp.San Clemente Sasebas)      | 482      | Sant Llorenç de la Muga (sp.San Lorenzo de la Muga) | 196      | Sant Miquel de Fluvià (sp.San Miguel de Fluviá)       | 671      |
| Sant Mori (sp.San Mori)                              | 164      | Sant Pere Pescador (sp.San Pedro Pescador)          | 1804     | Santa Llogaia d'Àlguema (sp.Santa Leocadia de Algama) | 313      |
| Saus, Camallera i Llampaies                          | 737      | La Selva de Mar                                     | 223      | Siurana (sp.Ciurana)                                  | 181      |
| Terrades                                             | 146      | Torroella de Fluvià (sp.Torroella de Fluviá)        | 460      | La Vajol                                              | 101      |
| Ventalló                                             | 698      | Vila-sacra (sp.Vilasacra)                           | 485      | Vilabertran                                           | 843      |
| Viladamat                                            | 421      | Vilafant                                            | 5013     | Vilajuïga                                             | 1072     |
| Vilamacolum                                          | 280      | Vilamalla                                           | 1092     | Vilamaniscle                                          | 182      |
| Vilanant                                             | 333      | Vilaür                                              | 139      |                                                       |          |

## Népesség
A járás népessége az elmúlt időszakban az alábbi módon változott:
| Lakosok száma | 95 871 | 101 028 | 110 743 | 118 950 | 135 413 | 140 262 | 141 351 | 139 838 | 140 569 | 148 856 |
|               | 1998   | 2000    | 2003    | 2005    | 2008    | 2010    | 2013    | 2015    | 2018    | 2024    |